# ناوردایی گالیله‌ای
ناوردایی گالیله‌ای یا نسبیت گالیله‌ای (به انگلیسی: Galilean invariance يا Galilean relativity) (به فرانسوی: La relativité galiléenne) (به ایتالیایی: La relatività galileiana) بیان می‌کند که قوانین حرکت در تمام چارچوب‌های لَخت یکسان هستند. گالیلئو گالیله این نظریه را نخستین بار در سال ۱۶۳۲ در کتاب گفتگو در باب دو سامانهٔ بزرگ جهان توصیف کرد. او در این توصیف از مثال یک کشتی استفاده نمود که با سرعت ثابت و بدون تکان در یک دریای آرام در حال حرکت است و هر ناظری که در پایین عرشه قرار دارد نمی‌تواند بگوید که آیا کشتی در حال حرکت یا ثابت است.